# Palpita spilogramma
Palpita spilogramma is een vlinder uit de familie van de grasmotten (Crambidae), uit de onderfamilie van de Spilomelinae. De wetenschappelijke naam van deze soort is voor het eerst voorgesteld als Margaronia spilogramma door Edward Meyrick in een publicatie uit 1934.
De soort komt voor in Fiji.